# Carnago
Carnago – miejscowość i gmina we Włoszech, w regionie Lombardia, w prowincji Varese.
Według danych na rok 2004 gminę zamieszkiwały 5642 osoby, 940,3 os./km².